# 京都ラーメン
京都ラーメン（きょうとラーメン）とは、日本の京都府京都市を中心に提供・消費されるラーメンや、京都が発祥のラーメンチェーン店などの傾向を示すものであり、余所の有名地域ラーメン（喜多方や天理・博多）の様に画一化された定型があるわけでない。

## 歴史
1938年に京都駅付近で中国浙江省出身の徐永俤氏（新福菜館の創業者）が夫婦でラーメン屋台を始め、これが京都ラーメンの草分けとなったとされる。

## 概要
京都ラーメンは、大まかに分類すると以下の3系統に分かれるとされる。
- 豚骨、豚肉の出汁を用いた濃厚色醤油ラーメン
- 鶏ガラ主体のスープに背脂を浮かせたラーメン
- 鶏白湯ラーメン

3系統のいずれもが、こってりと濃厚なスープであり、本家や弟子筋のチェーン店のみならず亜流を含めて日本全国に広まっている。エッセイスト入江敦彦は、「京都のラーメンは日本一こってりしている」と評している。
左京区一乗寺・東大路通界隈は「ラーメン激戦区」、「ラーメン街道」、「ラーメンストリート」などと言われ、多くの店舗が競合している、その他の地域では伏見区が激戦区であるとされている。

### 京都ラーメンと「京風ラーメン」の違い
京料理をイメージした和風だしで細麺、薄味の醤油ラーメン「和風ラーメン」が発案されたものの、薄味のラーメンは京都では少数派とされている。ラーメン研究家の大崎裕史はこれを「京風ラーメン」としている。
中経出版『京都ルール 京都はんなり!ライフを楽しむための49のルール』では、これらを「京都っぽいイメージを模しただけ」とし、京都人はこれを京都ラーメンとは認めていないと解説している。

## 濃厚色醤油ラーメン
豚骨、チャーシューの煮汁を出汁に用いた醤油ラーメンでスープは醤油の色が濃いのが特徴。

### 新福菜館

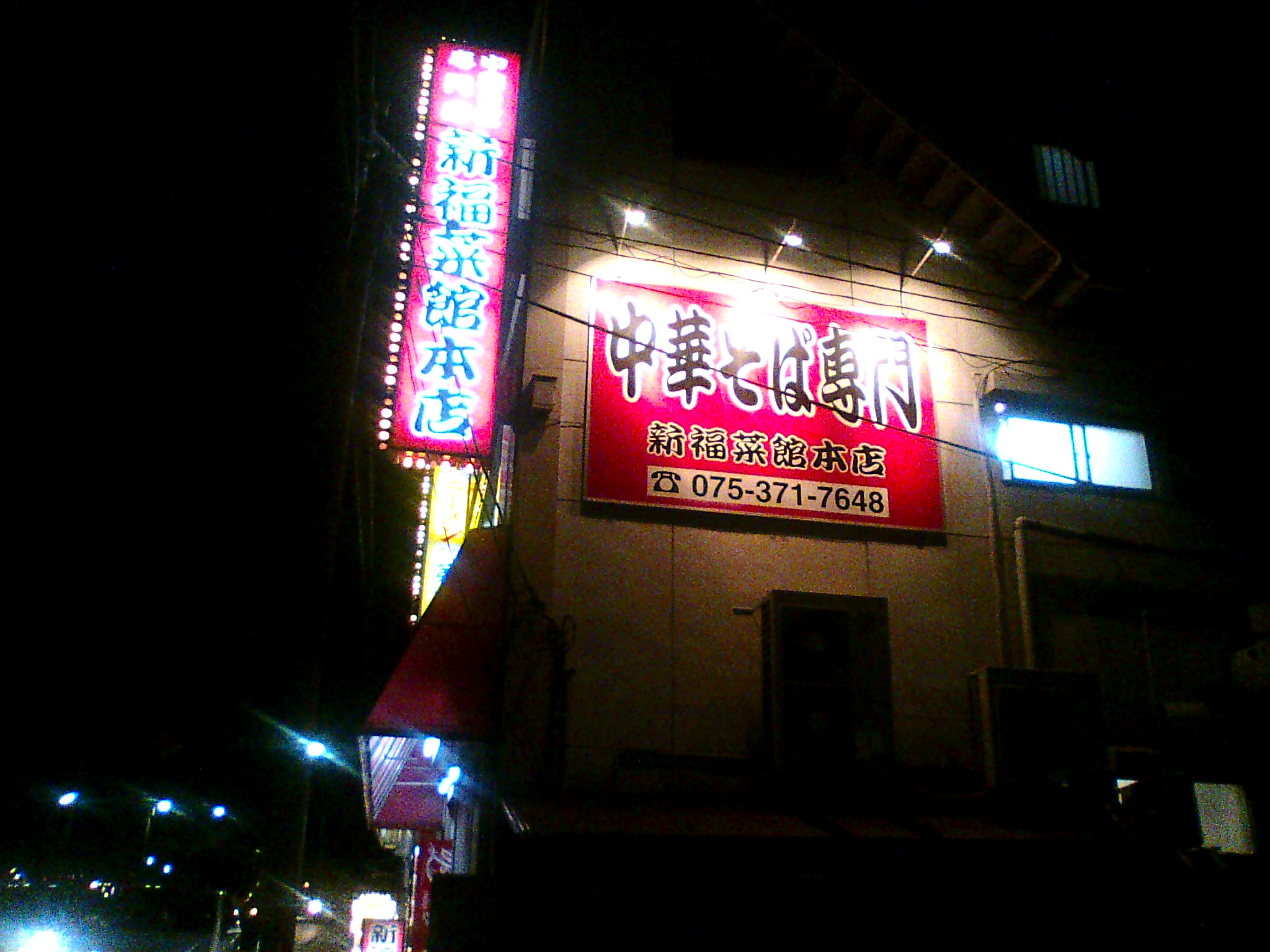
新福菜館本店

本店1軒のみで、本店は京都駅東方の下京区塩小路高倉（通称、たかばし）。創業は1938年、店舗形態での営業開始は1945年と古く、京都ラーメンの最古参のひとつとされる。
鶏ガラと豚骨をダシとし、濃いめの醤油で調味したラーメンで、麺は近藤製麺を使用しており、スープの色はかなり黒い。見た目はこってりであるが実際に食すとあっさり味であるという京都ラーメンの一風潮を作ったと評する文献もある。
かつてはチェーン展開を行っていたことがあるが、現在はしていない。
ただし、暖簾分けは行っており、「新福菜館」を名乗る店は日本全国に十数店舗存在する。

### 本家第一旭

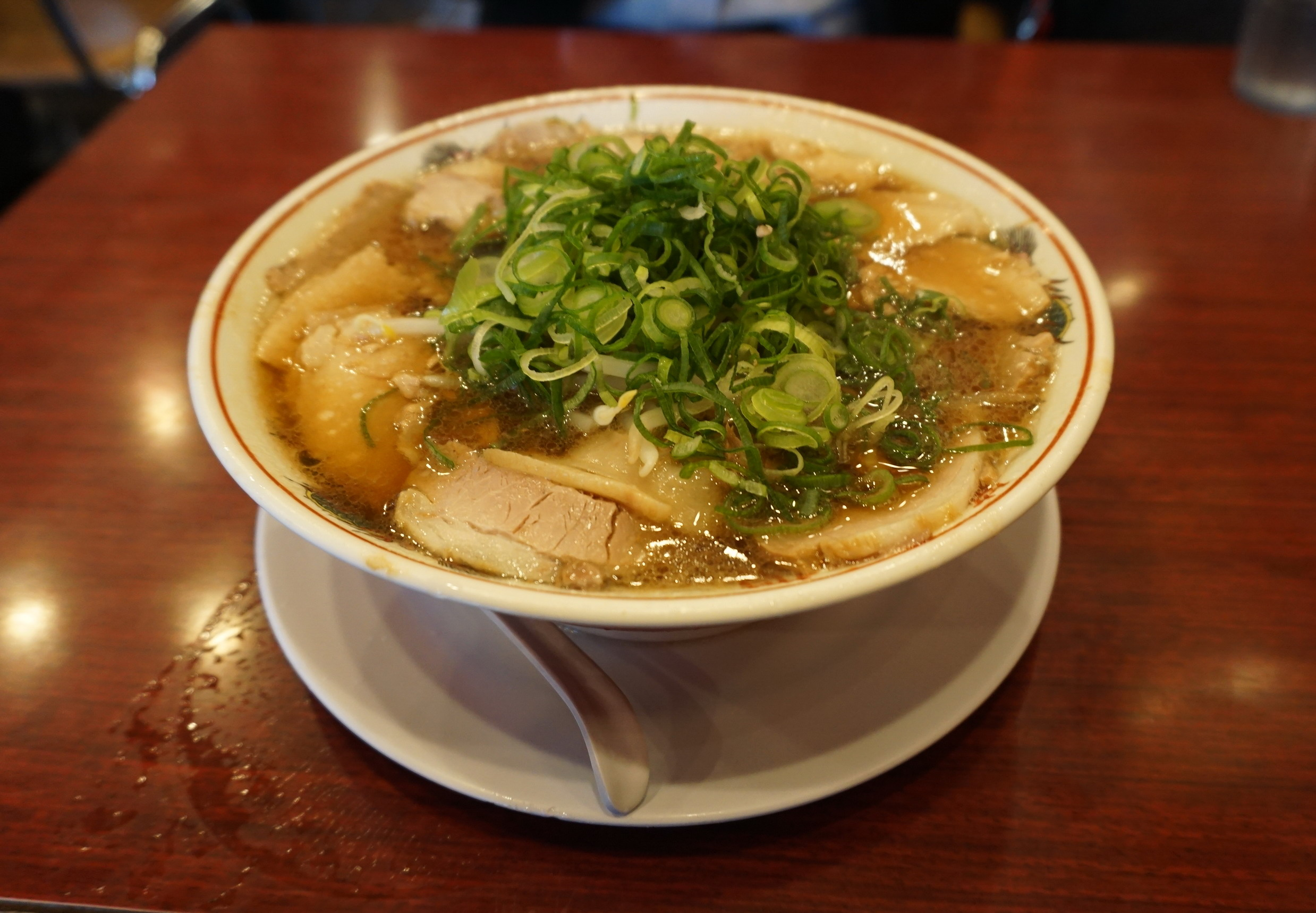
第一旭本店の特製ラーメン

本店は新福菜館本店の隣に立地。創業は1947年。早朝から営業している。当時は「旭食堂」という洋食屋であったが、1956年に屋号を「第一旭」に変更する。豚骨をダシとしてタマネギを加え、醤油で調味している。麺は近藤製麺を使用。創業者の田口有司氏は新福菜館の創業者の徐永俤氏に土地を貸していた。
創業者一族が、暖簾分けで店舗を出したり、また一部の暖簾分け店舗がチェーン展開をしたりしたため、「第一旭」を名乗る店は全国に数十店舗存在する（一説によると細かく分けると8系統有る）。『さすがといわせる京都選抜グルメ 2014』によれば、2013年時点で京都屈指の人気店である。
2018年12月には新宿に店舗を出店して東京進出を果たし、2021年11月には神保町にも出店。

### ラーメン藤
第一旭や新福菜館など京都地区で多くのラーメン店に麺を提供している近藤製麺所が直営のラーメンチェーン店で、1972年創業。本店は京都市南区東九条。新福菜館とは製麺所を通じて戦前からの付き合いがあり、名古屋でチェーン展開しているラーメン福や藤一番の源流としても知られる。
2022年12月現在、京都・滋賀・大阪・福井・石川に19店舗を展開。

### ラーメン横綱
1972年（昭和47年）5月、京都市南区でラーメン屋台として創業。1980年代に入ると株式会社となり、全店直営のチェーン店として関西地方以外に東海地方や千葉県にも店舗展開を行っている。

## 背脂ラーメン

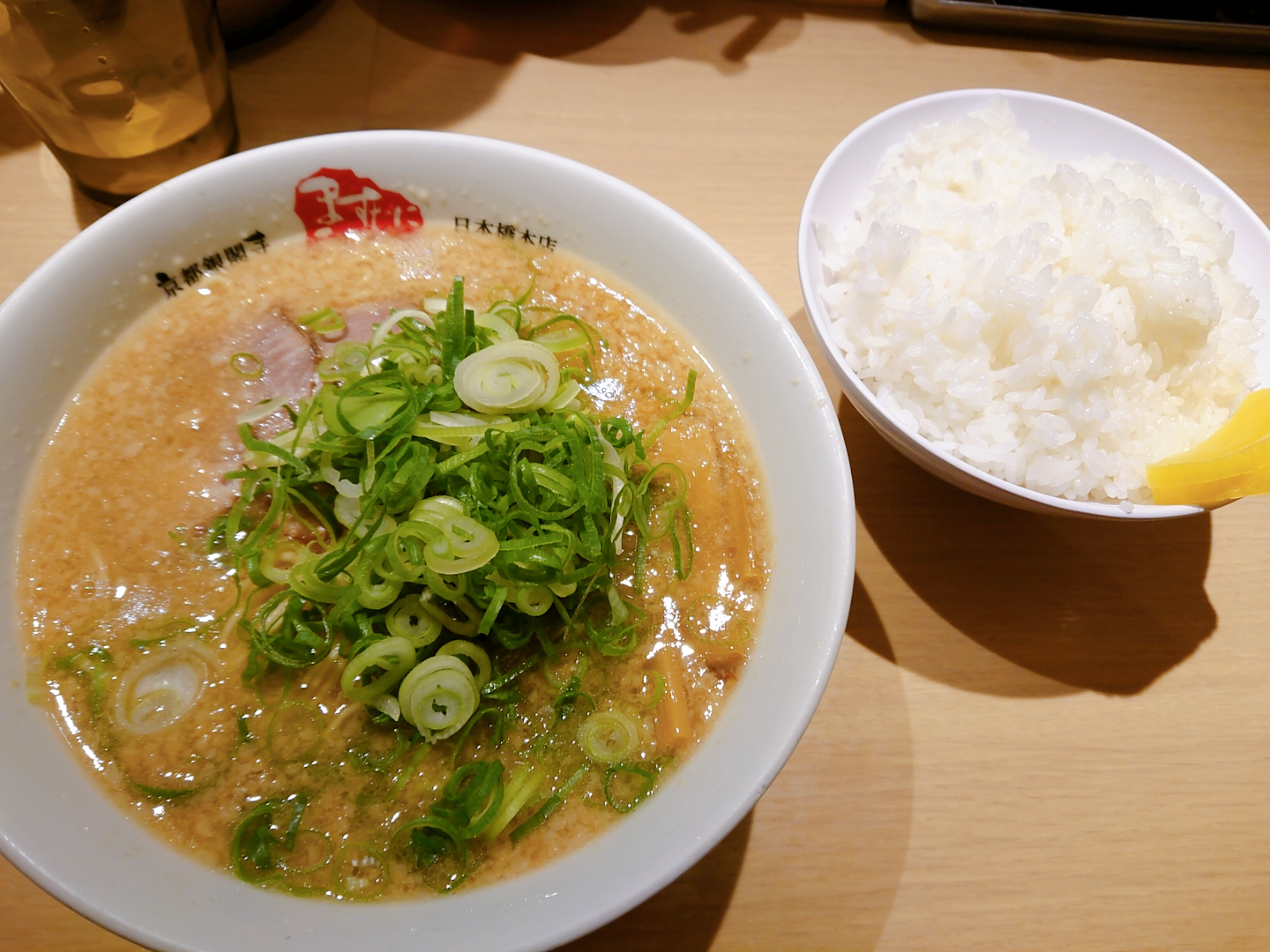
京都銀閣寺ますたにのラーメン

鶏ガラを主体としたスープの表面に豚の背脂を散らしたラーメン。いわゆる「背脂チャッチャ系ラーメン」に分類されることもある。
「ますたに」が発祥とされ、「ほそかわ」「来来亭」といった店舗につながる。

### ますたに
京都市左京区銀閣寺地域に店舗を構え、背脂ラーメンの源流であり元祖の店。1947年に屋台からはじめ、1949年に店舗で創業した老舗であり、スープは鶏ガラベースの背脂醤油。チェーン店のほか、のれん分けも行なっている。

### 来来亭
創業1997年。京都府京都市伏見区深草にあったラーメン店が発祥のチェーン店。2024年11月現在、関東から鹿児島県にかけての地域に出店している。店舗数は250以上。

### ラーメン魁力屋
創業2005年。京都府京都市中京区に本社を置く株式会社魁力屋が展開するラーメンチェーン店。2024年6月現在 143店舗。

## 鶏白湯ラーメン

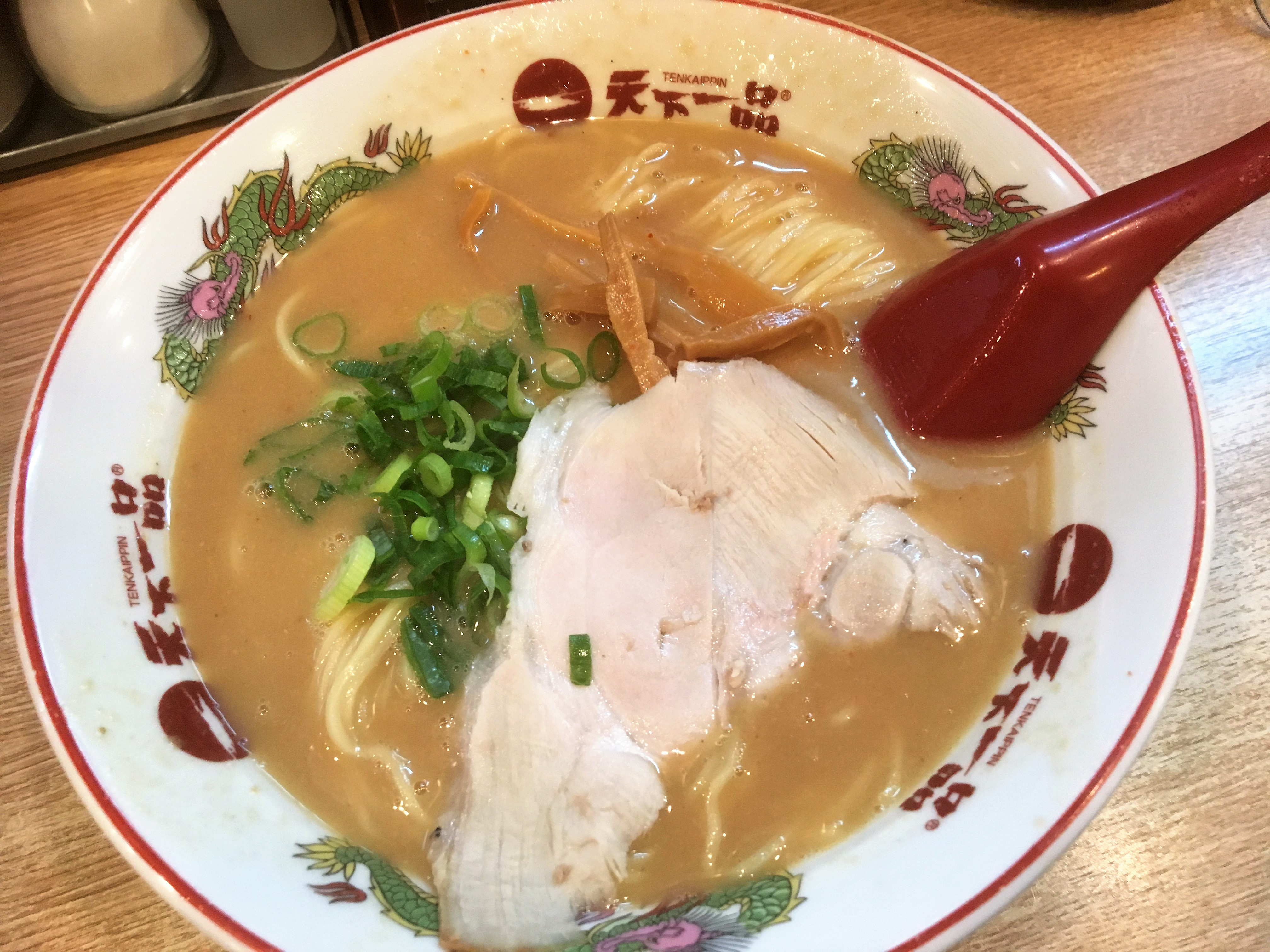
天下一品 こってりラーメン

鶏ガラなどを白濁するまで煮込んだ濃厚スープが特徴。1971年に屋台で創業した『天下一品』が有名ではあるが、同時期に鶏ガラなどで作る白濁スープのラーメンを出す「天天有」なども創業しており天下一品が発祥というわけではない。
2000年代以降には鶏ガラなどを白濁するまで煮込んだスープのラーメンは鶏白湯ラーメンと呼ばれるようになり、天下一品や天天有のラーメンも「鶏白湯ラーメン」としてカテゴライズされることもある。

### 天下一品
チェーン店。1971年の創業時は京都市左京区銀閣寺近辺の屋台であった。麺にからみつく濃厚なスープが特徴である。2024年11月現在店舗数212（あがりゃんせを含む）。

### 天天有

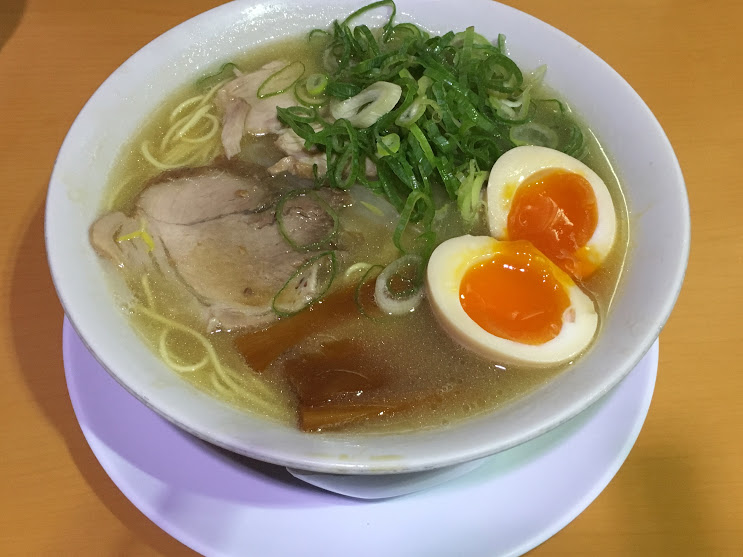
天天有の中華そば（煮玉子トッピング）

1971年、創業者が左京区の修学院で「萬来軒（ばんらいけん）」というラーメン屋台を始め、現在の店舗に移転した際に屋号が「天天有」に変更された。本店は一乗寺。系列店や、暖簾分けした弟子によるFC店舗や、創業者の親族が経営する店舗が大阪と福岡に存在する。

## 京風ラーメン
1976年に、京都四条河原町阪急に「京都あかさたな」がオープンしたことに端を発する。懐石料理などから想像される「京都」とイメージした店内ロケーションに軽い薄口ラーメンと甘味などをセットで注文するというスタイルを取り入れた。
1979年（昭和54年）からはフランチャイズ展開を行い、新宿野村ビルディングに出店したことがきっかけで「京風ラーメン」は大ブームとなり、ラーメン消費市場の女性層開拓に大きく寄与することになった。
一時は西洋フードシステムの『京風らーめん糸ぐるま』、フジオフードシステムの『京風ラーメン東入ル』などのチェーン店が参入して一大ブームとなったが、すべて全店舗閉店している。
「あかさたな」フランチャイズ店は一時は全国に10店舗以上展開していたが、最後に営業していた岐阜市の「あかさたな寿限無亭」が、2024年7月に岐阜高島屋の閉店に伴い営業終了。店舗を運営していた製麺会社は、麺とスープのセットを「あかさたな」の名義で販売を続ける予定。
上記の店を除くと、2024年現在「京風ラーメン」を名乗る店は伊勢崎市と佐賀市に一店舗ずつあるという。
ラーメン評論家の山本剛志は、京風ラーメンは明確な定義がなく食材や製法などで明確な個性を打ち出せなかったこと、テナントとして入店していた地方百貨店の衰退などを店舗の減少の理由に挙げている。

## 参考書籍
- 『京都のラーメンはカルチャーだ』京都新聞出版センター、2007年。ISBN 978-4-7638-0595-9。
- 『京都ラーメン物語 :極める味の旅決定版常連になりたい店80軒』京都新聞出版センター、2002年。ISBN 978-4-7638-0509-6。